# Звикання (фармакологія)
Звикання (синдром звикання, толерантність (лат. tolerantia)) — це фармакологічне поняття, що описує зниження реакції організму на лікарський засіб внаслідок повторного вживання. Збільшення дозування може відновити дію ліків, проте також може і пришвидшити настання звикання та послабити їхню дію. Звикання є суттєвим чинником наркотичної залежності.
Серед ознак цього явища є:
- звикання є оборотним процесом;
- темп звикання залежить від конкретного лікарського засобу, дозування та частоти використання;
- у кожному окремому випадку звикання виникає до різних ефектів одного і того ж засобу.

## Фармакодинамічне звикання
Фармакодинамічне звикання настає, коли реакція клітин на речовину послаблюється внаслідок повторного використання. Зазвичай причиною є те, що високі концентрації речовини постійно поєднуються з рецептором, десенситизуючи його шляхом безперервної взаємодії. Серед решти можливих причин є зниження щільності рецепторів (зазвичай пов'язане з їхніми агоністами) та інші механізми, що призводять до змін у частоті виникнення потенціалу дії. Фармакодинамічне звикання до антагоністів покриває і зворотній випадок, тобто підвищення частоти виникнення потенціалу дії у рецепторів, зростання їхньої щільності та ін.

### Тахіфілаксія
В той час, як більшість випадків фармакодинамічного звикання виникають внаслідок тривалого вживання лікарського засобу, трапляються також і гострі та миттєві випадки звикання — тахіфілаксія (тахіфілаксіс).

## Фармакокінетичне (метаболічне) звикання
До фармакокінетики входять поглинання, розповсюдження, метаболізм та виведення ліків. Всі психотропні ліки спочатку потрапляють до крові та розповсюджуються до різних частин тіла, включно з власне місцем введення, після чого вони розпадаються (метаболізм) та зрештою виводяться з тіла (екскреція). Кожен з цих чинників є важливим визначником критичних фармакологічних властивостей лікарського засобу, в тому числі його побічної дії, сили та тривалості дії.
Фармакокінетичне звикання виникає внаслідок зменшення кількості речовини, що досягає місця впливу своєї дії. Причиною може слугувати зростання індукції ензимів, необхідних для деградації медикаменту, наприклад, ензиму CYP450, що найчастіше спостерігають з речовинами на кшталт етанолу.
Цей вид звикання є найбільш очевидним в разі перорального вживання, оскільки інші шляхи застосування ліків обходять стадію первинного метаболізму. Індукція ензимів частково має стосунок до явища звикання, за якого повторне вживання засобу призводить до послаблення його дії.

## Поведінкове звикання
Поведінкове звикання виникає під час використання певних психотропних медикаментів, коли звикання до поведінкового впливу засобу (наприклад, підвищена рухова діяльність від метамфетаміну) виникає в разі частого повторного вживання; воно може виникати шляхом немедикаментозного завчання чи як вид фармакодинамічного звикання мозку; останнє виникає, коли особа на практиці знаходить шляхи активного подолання шкоди, завданої засобом. Поведінкове звикання часто є залежним від контексту, тобто воно залежить не від власне засобу, а від оточення, в якому цей засіб призначають. Поведінкова сенситизація описує протилежне явище.